# Sâncrai (Alba)
Sâncrai  (en húngaro: Enyedszentkirály, en alemán: Königsdorf) es un pueblo del municipio de Aiud, en el transilvano distrito de Alba de Rumanía. Tenía 660 habitantes en 2011.

## Geografía
La localidad se halla en la orilla izquierda del río Mureș.

## Historia
El asentamiento, de época Árpád se mencionó por primera vez como Zenthkyral en 1256 como la propiedad de Felipe el Grande, hijo de Belenig (Belényes bán) de la familia Csanád, que los descendientes de Kelemen (Kelemenös) y Waffa dejaron como propiedad conjunta. En 1335 su sacerdote pagó 4 groschen y 9 denarios según el diezmo papal. Menciones posteriores lo denominan en 1430 Zenthkyral, en 1576 Zenthkyraly, en 1750 Szent-Király, entre 1760 y 1762 por el Maros Szent Király, y en 1913 Enyedszentkirály. 
Ya en 1576 se menciona en los documentos como propiedad de György Bánffy. Pertenecía a la familia Bánffy en 1725, cuando después de la muerte de György Bánffy pasó a ser propiedad heredada de Mihály Bánffy y sus hijos Zsigmond Bánffy y Péter Bánffy.
La familia Bánffy construyó aquí un castillo a orillas del Mureş. El castillo estaba en un estado ligeramente ruinoso en 1725. Era un edificio rectangular de piedra con un porche pavimentado con piedras talladas, alas laterales, una puerta levadiza y un techo de tejas.
En 1910, de 615 habitantes, había 212 húngaros y 373 rumanos. De estos, 7 eran católicos latinos, 198 reformados y 400 eran católicos griegos.
Antes del Tratado de Trianón, pertenecía al distrito de Nagyenyedi del condado de Alsó-Fehér.

## Patrimonio
- Castillo Bánffy.
- Iglesia reformada de Sâncrai
- Iglesia de madera de Sâncrai
- Monumento a los caídos en la Primera Guerra Mundial, erigido en 1938.

## Galería

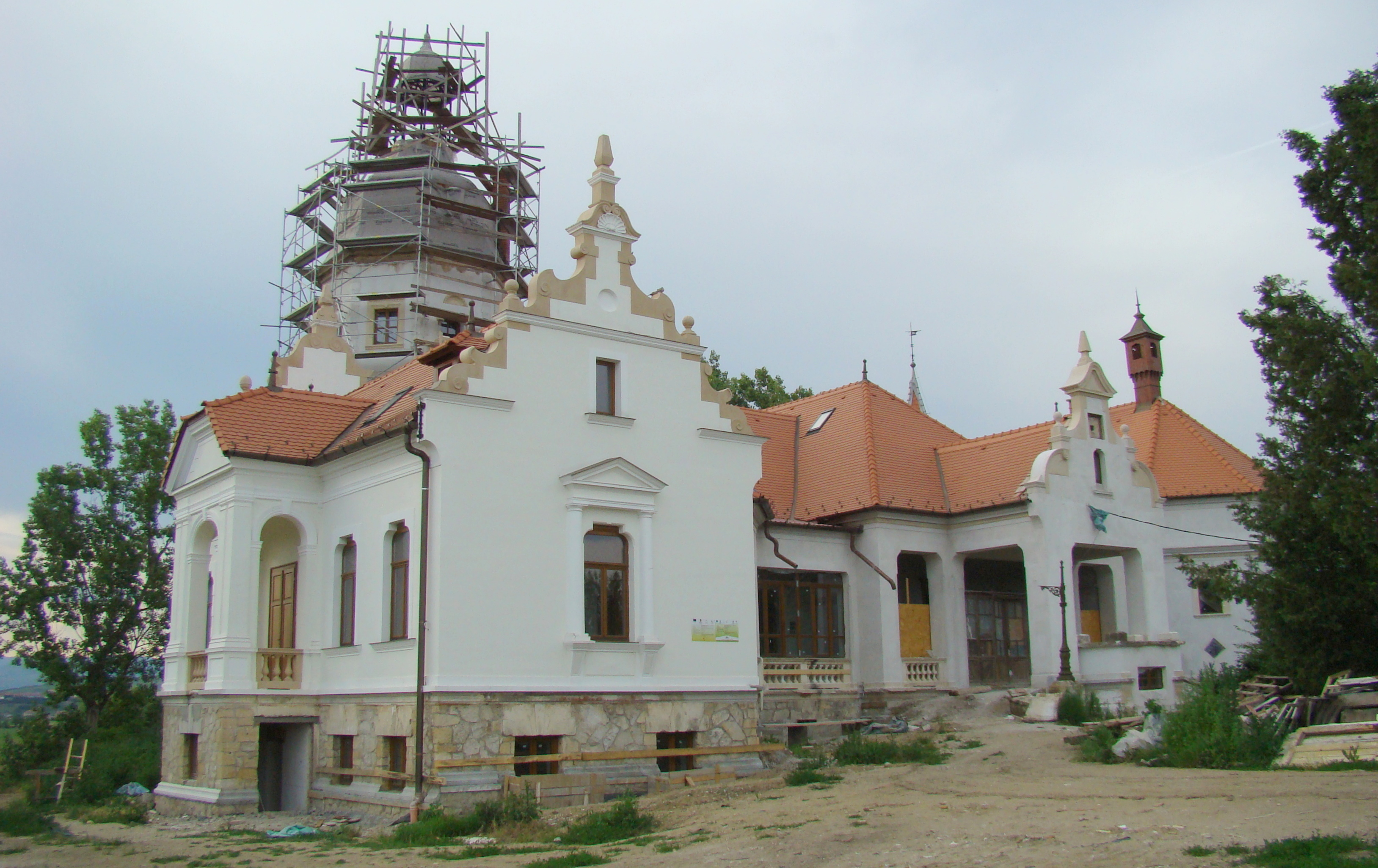
Castillo Bánffy.
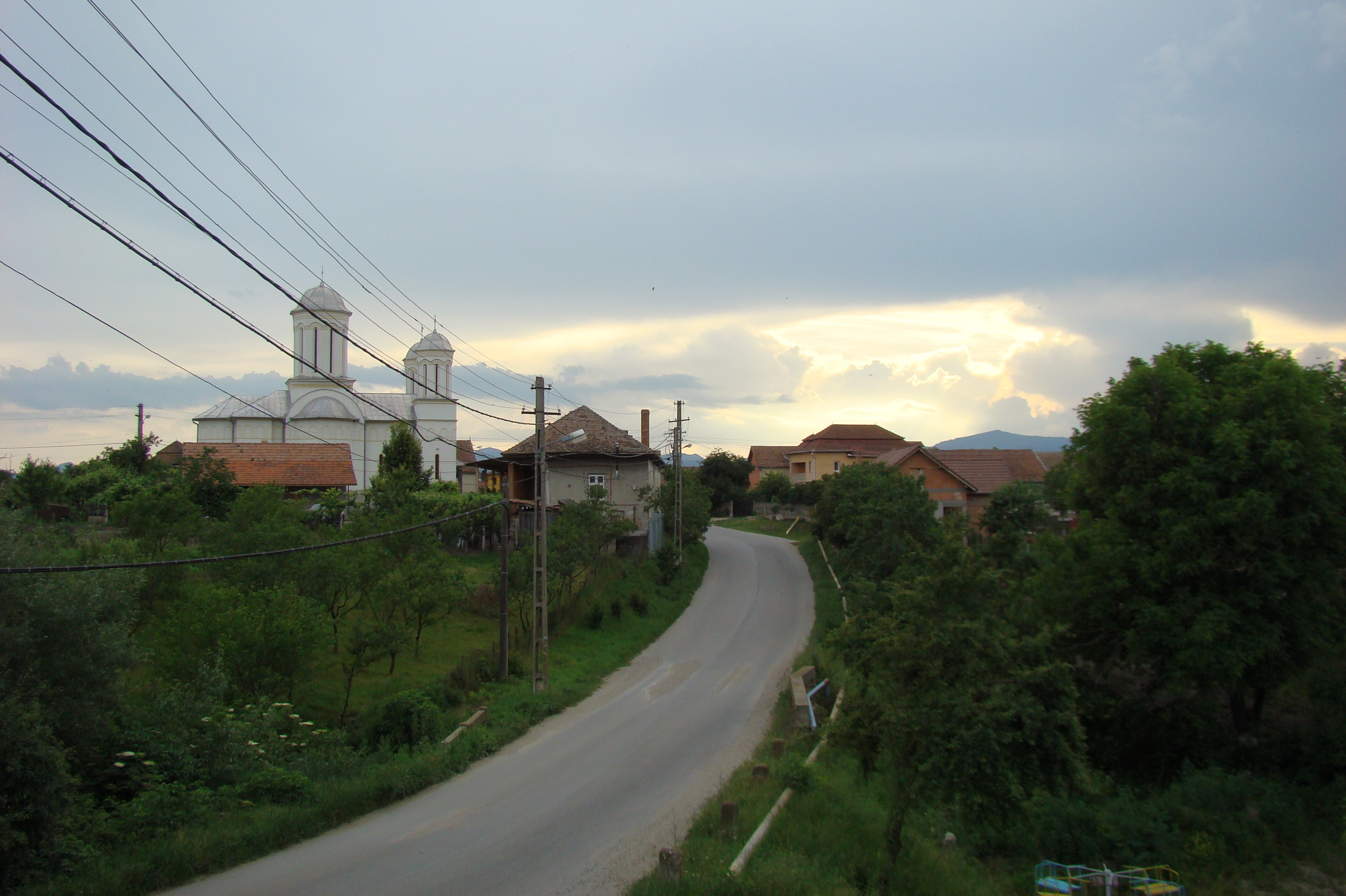
Vista de la localidad.
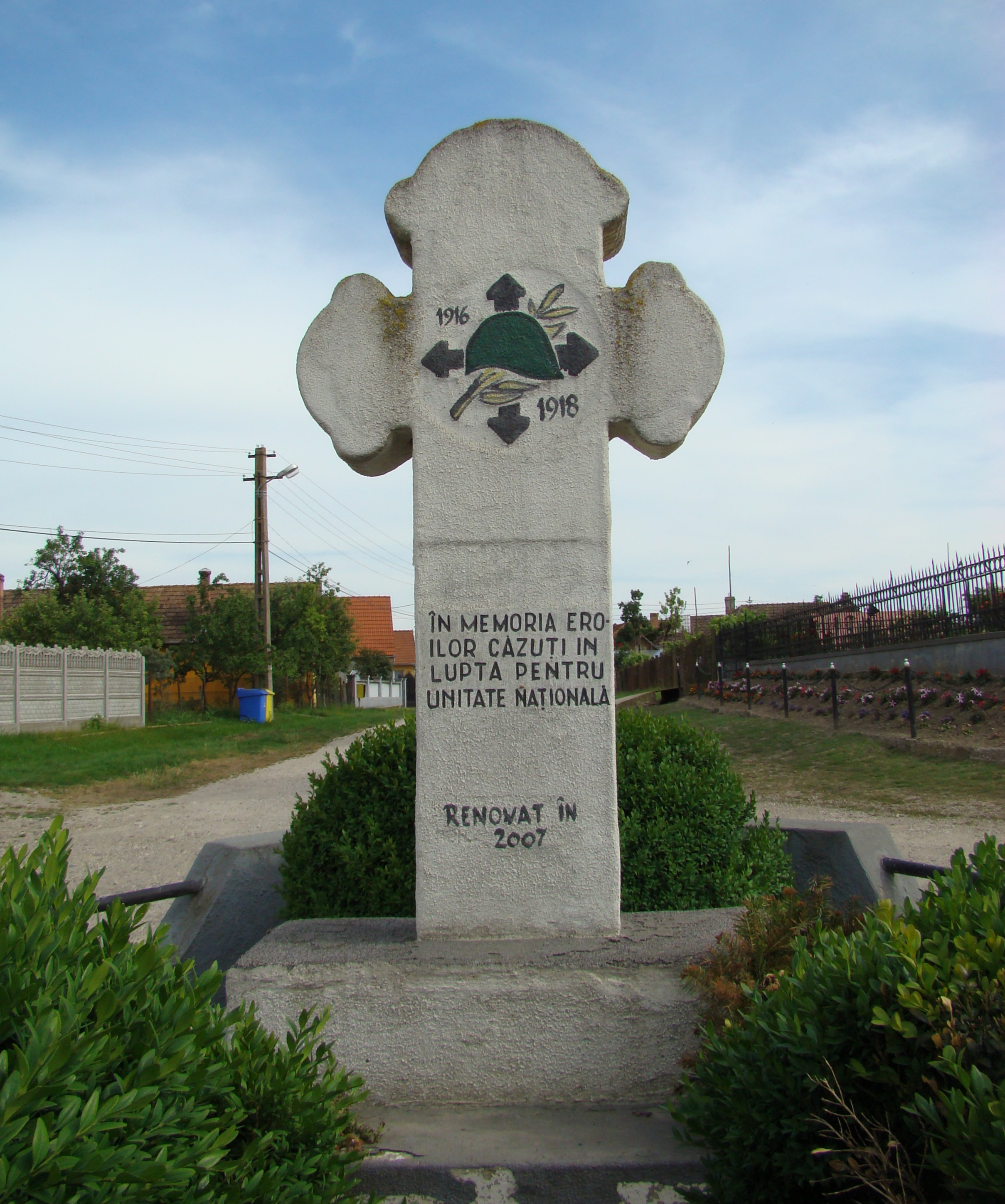
Monumento a los caídos de la Primera Guerra Mundial.
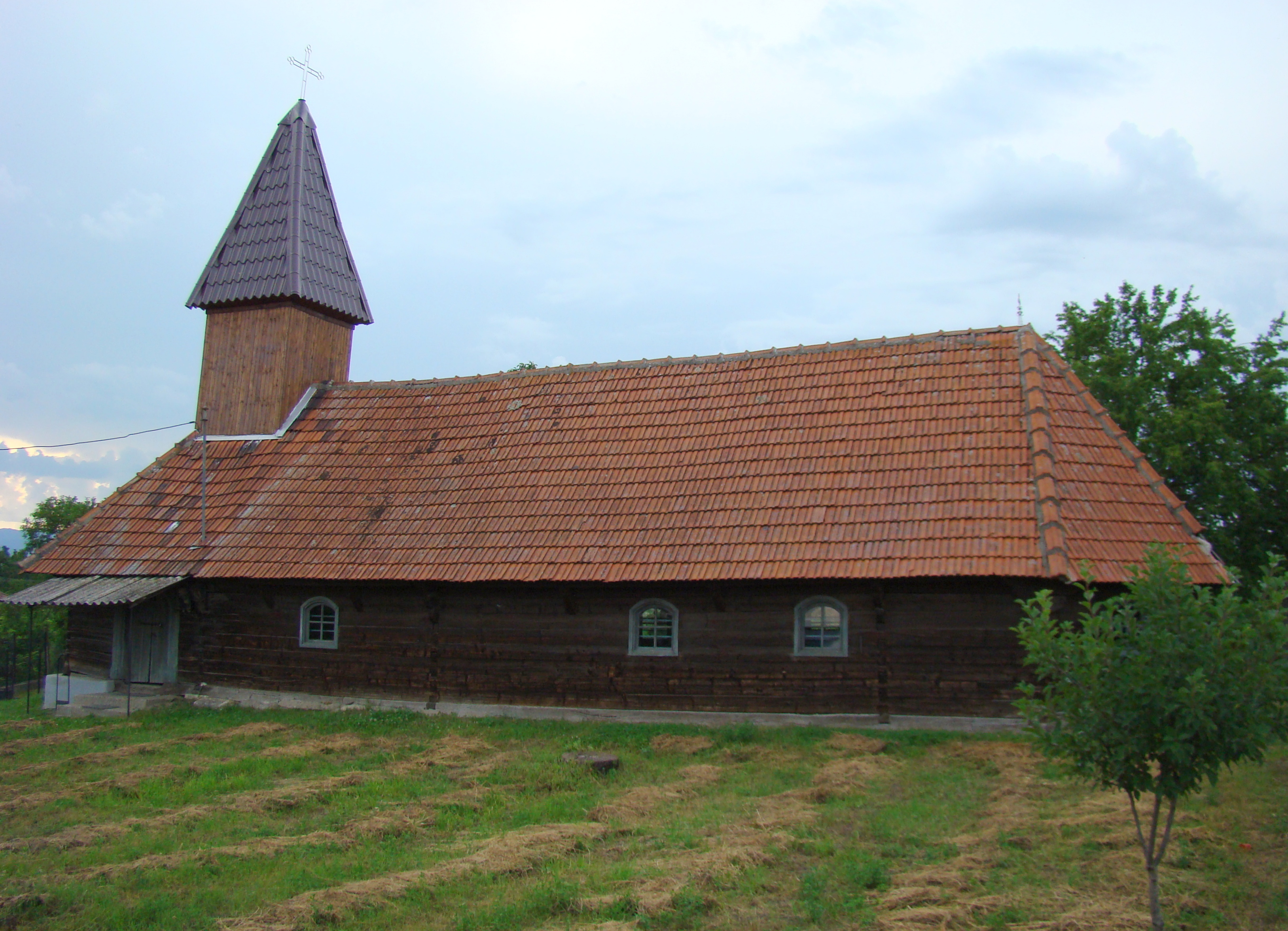
Iglesia de madera.
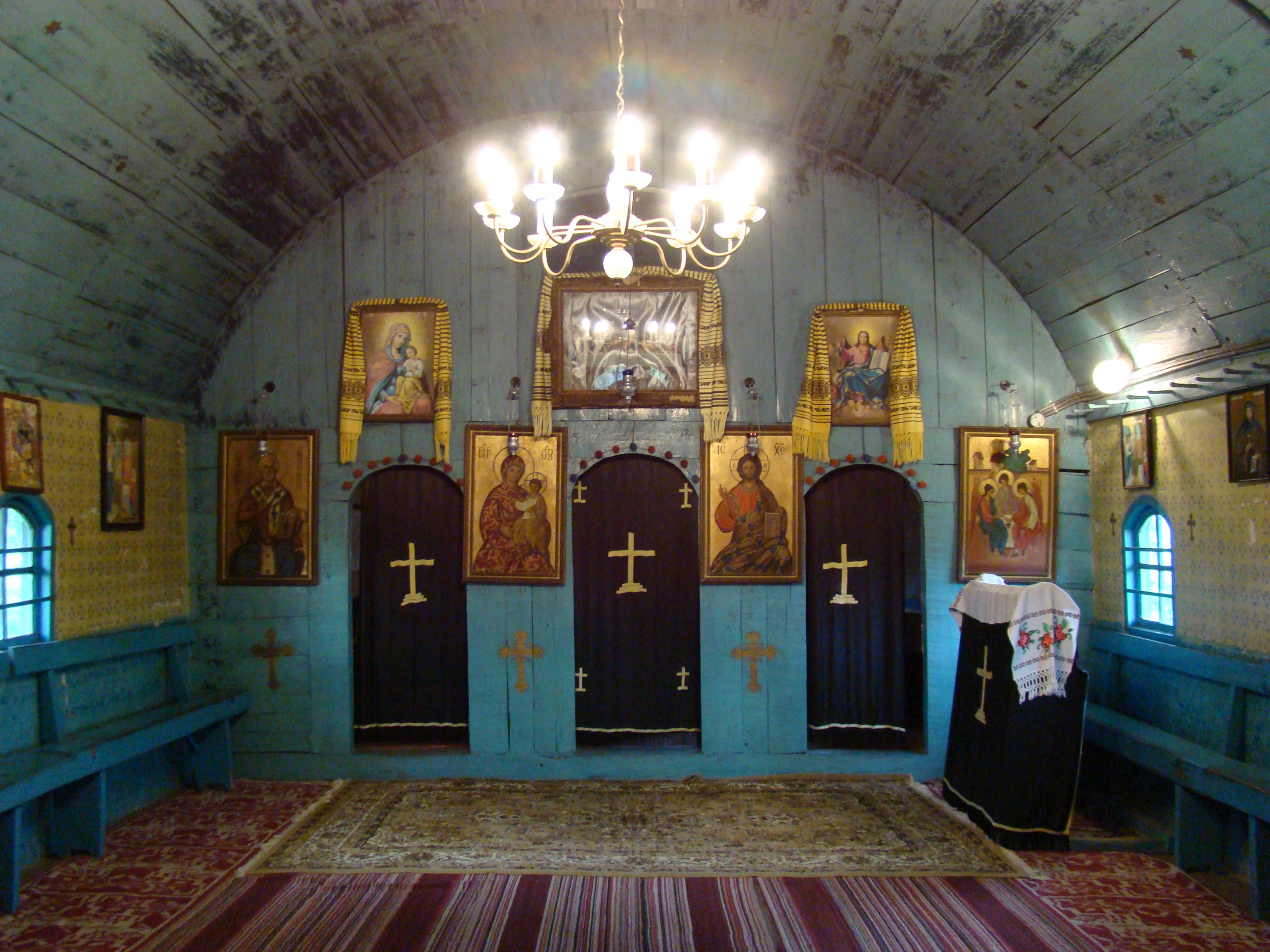
Interior de la iglesia de madera.